# Aad van Toor
Adriaan Gerard (Aad) van Toor (soms aangeduid als Adrie) (Maassluis, 30 oktober 1942) is een Nederlands artiest bekend van The Crocksons en Bassie en Adriaan, samen met zijn broer Bas. Hij is voormalig acrobaat, regisseur, tekstschrijver, acteur en zanger. 

## Levensloop
Van Toor werd in de jaren zestig van de twintigste eeuw bekend als acrobaat samen met zijn oudere broer Bas onder de artiestennaam The Crocksons. Ze traden meerdere malen op in de Rudi Carrell Show en schreven daarnaast liedjes voor artiesten zoals André van Duin, Het Cocktail Trio en Conny Vink.
Zijn grootste succes volgde in de jaren daarna, toen hij samen met zijn broer Bas het iconische duo Bassie en Adriaan vormde. Tijdens de postproductie van de serie  Het geheim van de sleutel leerde Van Toor monteren dankzij editor Rob Klein. Een jaar later vroeg  TROS-directeur  Cees den Daas hem om de regie over de serie  De diamant op zich te nemen, nadat de oorspronkelijke regisseur Massimo Götz het project na enkele opnamedagen had verlaten.
Van 1980 tot 1982 runden de broers samen met Joop van den Ende Circus Bassie en Adriaan. Hoewel Aad aanvankelijk alleen de artistieke leiding had, nam hij door Van den Endes tijdgebrek ook de dagelijkse leiding op zich. De zware werkdruk leidde er echter toe dat hij in 1981 zijn aandeel in het circus verkocht, waarna Bas dit in 1982 eveneens deed.
Vanaf 1983 namen Bas en Aad zelf de productie van hun voorstellingen, televisieseries en merchandising in handen. Aad schreef de liedjes, scripts en (strip)boeken, regisseerde en monteerde de televisieseries, en speelde in Het geheim van de schatkaart een dubbelrol als de Baron, een personage dat later door Paul van Gorcum werd vertolkt.
Samen met zijn toekomstige echtgenote Ina richtte Aad in 1985 het productiebedrijf Adrina Produkties op. Naast de productie van de Bassie en Adriaan-series specialiseerde het bedrijf zich in het herstellen van beschadigd beeldmateriaal, waaronder de televisieserie Tita Tovenaar voor de dvd-uitgave. Ook hermonteerde Van Toor in 1996 de televisieserie Pipo en de Noorderzon voor video-uitgave.
In 1997 werden Aad en Bas benoemd tot Ridder in de Orde van Oranje-Nassau. Een jaar later richtte Van Toor met zijn zoon Daniël het bedrijf A&D Graphics op, dat jarenlang video-, cd- en dvd-inlays verzorgde voor onder meer Ernst, Bobbie en de rest, Pokémon en Dragonball Z.
In 2003 werd bij Van Toor een ernstige vorm van kanker aan de speekselklieren vastgesteld. Hierdoor konden zowel de afscheidstournee als de grote afscheidsvoorstellingen van Bassie en Adriaan in januari 2004 niet doorgaan. In 2006 werd hij genezen verklaard en trad hij nog enkele keren op voor speciale gelegenheden, waaronder de bioscoopfilms Sinterklaas en de Verdwenen Pakjesboot, Keet & Koen en de Speurtocht naar Bassie & Adriaan en De brief voor Sinterklaas.
In 2017 verscheen zijn autobiografische boek Moe, ik kan een salto!. Op 26 juni 2024 werd Aad van Toor benoemd tot ereburger van Vlaardingen.

## Privé
Aad van Toor trouwde in de jaren zestig met Janet (Sjaan), met wie hij twee zonen kreeg. Janet maakte van 1968 tot 1980 deel uit van The Four Crocksons. In 1980 gingen ze uit elkaar.
In januari 1981 leerde hij Ina van Toor-van Woerden  kennen.  Zij werd in 1984 regieassistente bij Bassie en Adriaan. Ze sprak daarnaast de stem in van Robin de robot. In 1987 is hij met haar getrouwd. Samen wonen ze het grootste gedeelte van het jaar in Benalmádena.
Aad heeft naast zijn broer Bas ook een halfzus en een halfbroer, Aart de Heer.